# Angus MacNeil

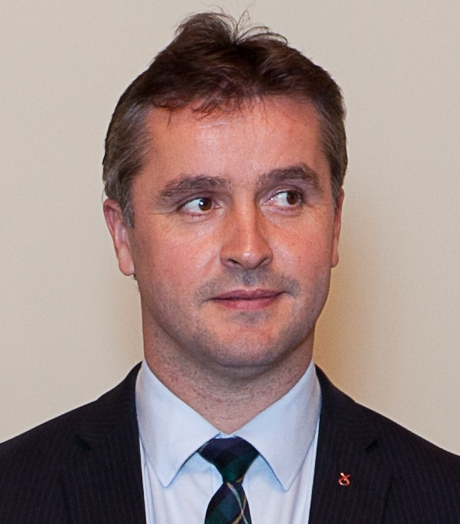
Angus MacNeil

Angus Brendan MacNeil (of Aonghas MacNèill) (21 juli 1970) is het parlementslid voor de Scottish National Party voor de kieskring Na h-Eileanan an Iar van de Westelijke Eilanden (Na h-Eileanan Siar). Hij werd in de verkiezingen van 2005 gekozen en versloeg Calum MacDonald van de Labour Party. 
MacNeil is afkomstig van het eiland Barraigh en spreekt Gaelisch. Hij is Burgerlijk Ingenieur van opleiding, werkte als journalist voor de BBC en gaf les op de lagere school van Eolaigearraidh. 
In maart 2006 trok hij de aandacht door een formele klacht in te dienen bij de politie over het vermeende "cash for honours"-schandaal van Labour.